# Francisco Javier Tocornal
Francisco Javier Tocornal Grez (1815-23 de mayo de 1885) fue un médico y académico chileno que ejerció como decano de la Facultad de Medicina de la Universidad de Chile entre los años 1851 y 1855.

## Biografía
Nació en 1815, hijo de Joaquín Tocornal Jiménez y de Micaela Grez. Formó parte del primer curso de ciencias médicas en el Instituto Nacional en 1833, que tuvo una evolución accidentada por falta de docentes. Obtuvo su título en enero de 1844.
El gobierno lo nombró secretario de la Facultad de Medicina de la Universidad de Chile el 21 de julio de 1843. Viajó a Francia para su especialización en la Escuela de Medicina de París, y a su regreso la Facultad de Medicina lo nombró como secretario perpetuo. Fue decano de la facultad entre 1851 y 1855. En 1863 el gobierno lo designó profesor de patología interna, cargo que ostentó hasta 1871, cuando comenzó su cátedra de higiene y pediatría en el Hospital San Juan de Dios. En sus inicios, estas clases estaban limitadas casi exclusivamente a enfermedades respiratorias e infecciosas de la segunda infancia, y con un enfoque mucho más teórico que con un trabajo en clínica. Desempeñó esta labor hasta 1883, momento en que jubiló.
Fuera de su carrera docente, en 1867 tomó a su cargo las visitas médicas a los huérfanos de la casa de la Providencia. En 1872, en medio de una epidemia de viruela, dirigió el Lazareto Santa Isabel, y en 1876 el intendente de Santiago Benjamín Vicuña Mackenna lo nombró presidente del Consejo de Higiene Pública. Desde 1883 estuvo a cargo de la sala Purísima del Hospital San Juan de Dios, hasta su muerte, el 23 de mayo de 1885.